# Scopula ludibunda
Scopula ludibunda là một loài bướm đêm trong họ Geometridae.